# Norken

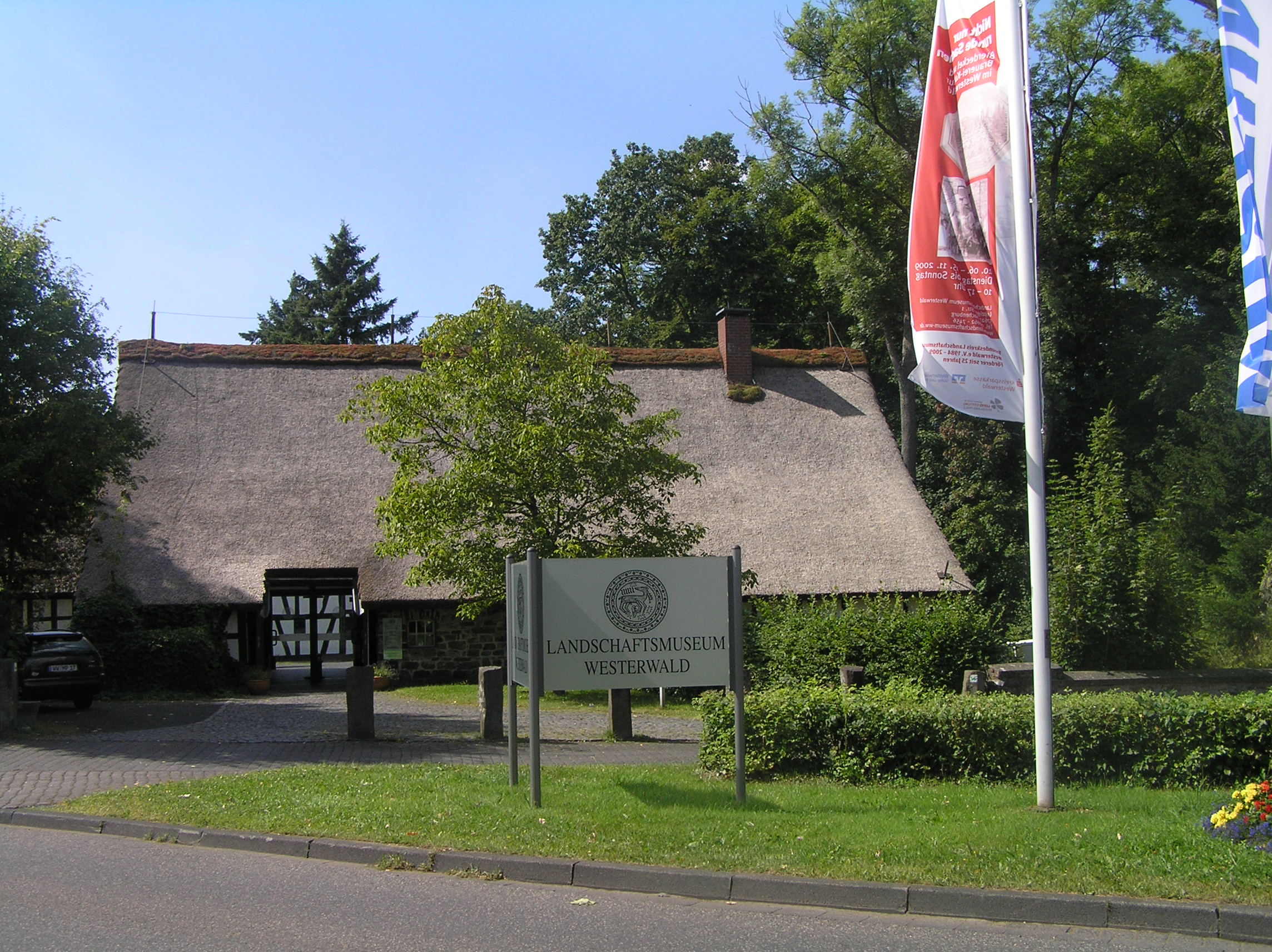
Haus Norken im Landschaftsmuseum Westerwald

Norken (mundartlich: Noorge) ist eine Ortsgemeinde im Westerwaldkreis in Rheinland-Pfalz. Sie gehört der Verbandsgemeinde Bad Marienberg (Westerwald) an.

## Geographie
Die Gemeinde liegt im Westerwald zwischen Limburg an der Lahn und Siegen. Das Gemeindegebiet liegt zwischen der Großen Nister und der Kleinen Nister.

## Geschichte
Norken wurde 1262 zum ersten Mal urkundlich erwähnt.
Norken war Teil der Grafschaft Sayn. Die Einwohner wurden nach der Einführung der Reformation in der Grafschaft Sayn erst lutherisch und später reformiert. Nach der Landesteilung der Grafschaft Sayn 1652 gehörte Norken zur Grafschaft Sayn-Hachenburg. 1799 kam die Grafschaft auf dem Erbweg an die Fürsten von Nassau-Weilburg und 1806 an das Herzogtum Nassau.
Der Ortsteil Bretthausen wurde 1813 zur Zeit der nassauischen Regierung eingemeindet.
Bevölkerungsentwicklung
Die Entwicklung der Einwohnerzahl von Norken, die Werte von 1871 bis 1987 beruhen auf Volkszählungen:
| Jahr | Einwohner |
| ---- | --------- |
| 1815 | 225       |
| 1835 | 287       |
| 1871 | 318       |
| 1905 | 416       |
| 1939 | 515       |
| 1950 | 573       |
| 1961 | 644       |

| Jahr | Einwohner |
| ---- | --------- |
| 1970 | 761       |
| 1987 | 862       |
| 1997 | 1.007     |
| 2005 | 1.032     |
| 2011 | 998       |
| 2017 | 972       |
| 2023 | 953       |

## Politik

### Bürgermeister
Simone Jungbluth wurde im Sommer 2019 Ortsbürgermeisterin von Norken. Bei der Direktwahl am 26. Mai 2019 war sie mit einem Stimmenanteil von 55,60 % für fünf Jahre gewählt worden. Sie wurde im Juni 2024 wiedergewählt.
Jungbluths Vorgänger Friedrich Wagner hatte das Amt 15 Jahre ausgeübt.

### Wappen
| Wappen von Norken | Blasonierung: „Von Gold, Rot und Schwarz durch Göpelschnitt geteilt; vorn ein wachsendes, lotrecht stehendes, rotes Messer mit umgebogener Klingenspitze; hinten ein steigender, blaubewehrter, goldener Löwe; unten ein sechsspeichiges, silbernes Rad.“ |
| Wappen von Norken | Wappenbegründung: Das rote Messer, ein bis zum Zweiten Weltkrieg verwendetes Heep, stellt die Verbindung zur Haubergwirtschaft des Ortes her. Das Rad symbolisiert den Wagenverkehr auf der Handelsstraße Köln-Leipzig, für den die Norkener wegen der hier starken Steigung in früheren Zeiten Vorspanndienste zu leisten hatten. Norken gehörte in früherer Zeit zur Grafschaft Sayn und später zur Grafschaft Sayn-Hachenburg. Der saynische Löwe weist auf diese Zugehörigkeit hin. |

## Kultur und Sehenswürdigkeiten

### Kulturdenkmäler
Ein repräsentatives Gehöft aus Norken wurde Anfang der 1980er Jahre abgebaut und im Landschaftsmuseum Westerwald als Eingangsgebäude wieder aufgebaut.

### Regelmäßige Veranstaltungen
Veranstaltungen der Vereine und der Gemeinde finden im Dorfgemeinschaftshaus statt.
- An Ostern veranstaltet der Schibbelclub das traditionelle Eierschibbeln am Schibbelrain.
- Mitte August wird Kirchweih gefeiert.

## Wirtschaft und Infrastruktur

### Verkehr
In unmittelbarer Nähe des Ortes verläuft die B 414, die von Hohenroth nach Altenkirchen führt. Die nächsten Autobahnanschlussstellen sind in Siegen oder Wilnsdorf an der A 45 Dortmund–Hanau, etwa 26 Kilometer entfernt. Der nächstgelegene ICE-Halt ist der Bahnhof Montabaur an der Schnellfahrstrecke Köln–Rhein/Main.

### Bildung
Die Grundschule Norken und der Kindergarten Norken/Mörlen stehen unter der Trägerschaft der Ortsgemeinde. Seit Ende 2009 gehören beide dem Bildungsstätten-Netzwerk der UNESCO an. Am 8. März 2010 wurde der Förderverein der Bildungsstätte Norken-Mörlen e. V. gegründet.

## Persönlichkeiten
- Manfred Stock (* 1932), Gartenbauer und Umweltschützer, wohnt seit 1995 in Norken.
- Detlef Schütz (* 1966), ehemaliger Fußballschiedsrichter, ist in Norken geboren.